# Барди (замок)
Барди (итал. Castello di Bardi) — средневековый замок над городом Барди в Северной Италии, в провинции Парма, в регионе Эмилия-Романья. Также известен как замок Ланди. Мощное фортификационное сооружение на высокой скале. Замок расположен в центре долины при впадении реки Новелья в Сено. На сегодняшний день местность кажется географически отдалённой и даже труднодоступной для главных туристических маршрутов. Но в средние века город находился на важном торговом пути Виа дельи Абати (via degli Abati). Кроме того, рядом проходил путь паломников к Виа Францигена (Via Francigena).

## История

### Ранний период
Название «Барди» связывают со временами господства лангобардов. Крепость основана в начале IX века во времена правления Беренгара I Фриульского. Главные строительные работы были завершены в начале X века. Ещё в 898 году здание было продано епископу Пьяченцы по имени Эверардо. Епископ использовал крепость как неприступную твердыню и комфортабельное убежище на случай вторжения венгров, которые в те время совершали набеги на районы долины реки По.
До XIII века замок управлялся консорциумом местной знати, известной как графы Барди. Наконец в 1257 году крепость была куплена вместе с соседним замком Компиано сторонником гибеллинов Убертино Ланди из Пьяченцы. Он сделал Барди административным центром владений своей семьи. У подножия могучих стен происходило немало сражений с гвельфами. Самая известная победа была одержана в 1313 году. 
В пятнадцатом веке представители семьи Ланди модернизировали фортификационные сооружения, адаптируя их к новым оборонительным потребностям в связи с активным развитием артиллерии.

### Последующие события

Замок Барди на картине 1825 года кисти Габриэля Лорди

В 1551 году Карл V Габсбург даровал семье Ланди титул маркизов и предоставил право чеканить собственную монету. В конце XVI века по указу Федерико Ланди замок стал княжеской резиденцией. Здесь разместились картинная галерея, семейный архив, библиотека и арсенал. 
В 1682 году, после того как род Ланди пресёкся, начался упадок замка. После сложных переговоров, которые вёл граф Фабио Перлетти от имени императора Священной Римской империи, владения Ланди перешли вместе с замком Компиано к их историческим соперникам, семье Фарнезе. А позднее замок оказался в собственности Пармских Бурбонов. 
Сам замок вплоть до XIX века продолжал постепенно ветшать и разрушаться. Некоторое время его использовали в качестве тюрьмы, резиденции магистрата и муниципалитета. 

### XX век
Постепенное восстановление замка и реставрация начались после 1960-х годов.

## Описание
Крепость представляет собой сложный комплекс, полностью построенный из камня. Система фортификационных сооружений развивалась на протяжении веков вокруг цитадели. Внутренние здания крепости окружены сплошной вертикальной стеной. Проход к замку возможен по узкой дороге, идущей вдоль скалы, и защищён несколькими уровнями обороны, включавшими оборонительные башни, ворота и перекидные мостики. 
Внутри крепости находится несколько компактных кварталов, расположенных на разных уровнях. Здесь нашлось место для княжеской резиденции, казарм для гарнизона, часовни, подземной тюрьмы, а также хозяйственных построек. Большинство сооружений связаны друг с другом системой переходов и лестниц. Как правило, идущие вверх узкие улочки поворачивают вправо, чтобы обороняющимся было удобнее сражаться, держа меч в правой руке. В одном из углов замка построена мощная круглая башня, служившая некоторое время арсеналом.

## Музей замка
Внутри крепости находится несколько постоянно действующих экспозиций. 
- Местный этнографический музей (музей цивилизации Валлигиана).
- Экспозиция, посвященная капитану Пьетро Селла, обладателю медали альпийского корпуса, уроженцу Барди.
- Музей фауны и флоры.
- Археологический музей долины Сено.

## Галерея

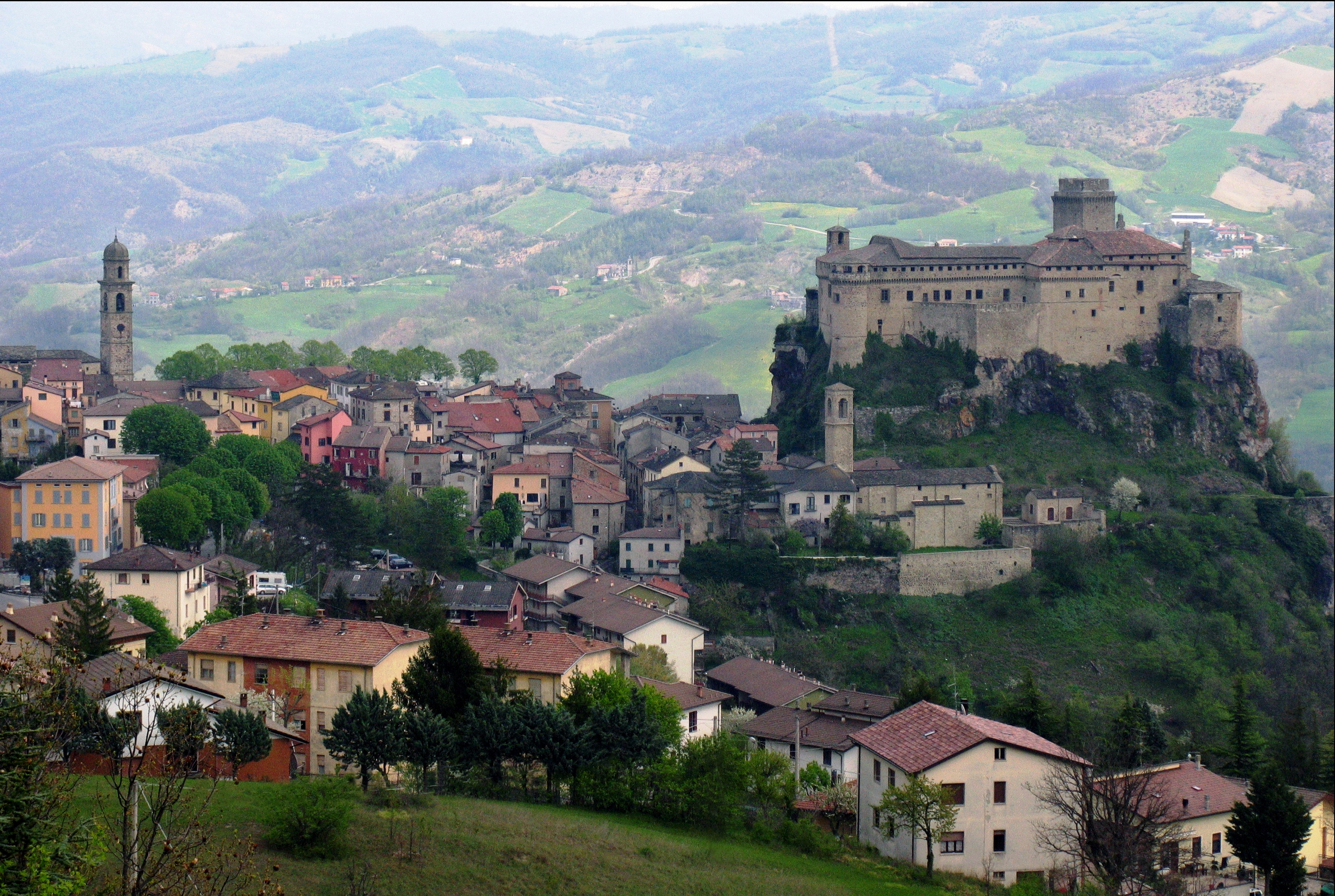
Вид замка и города Барди
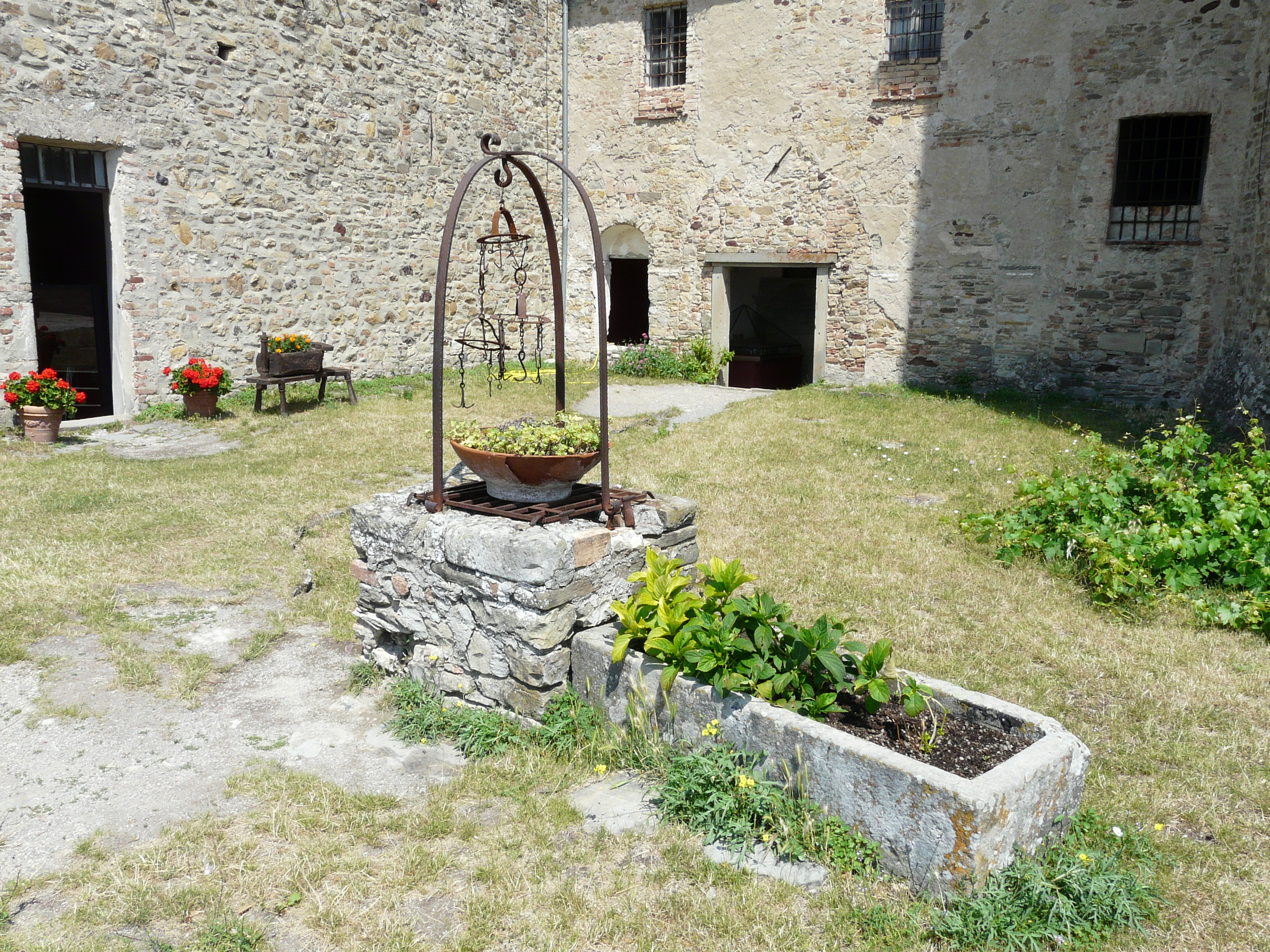
Внутренний двор замка и колодец
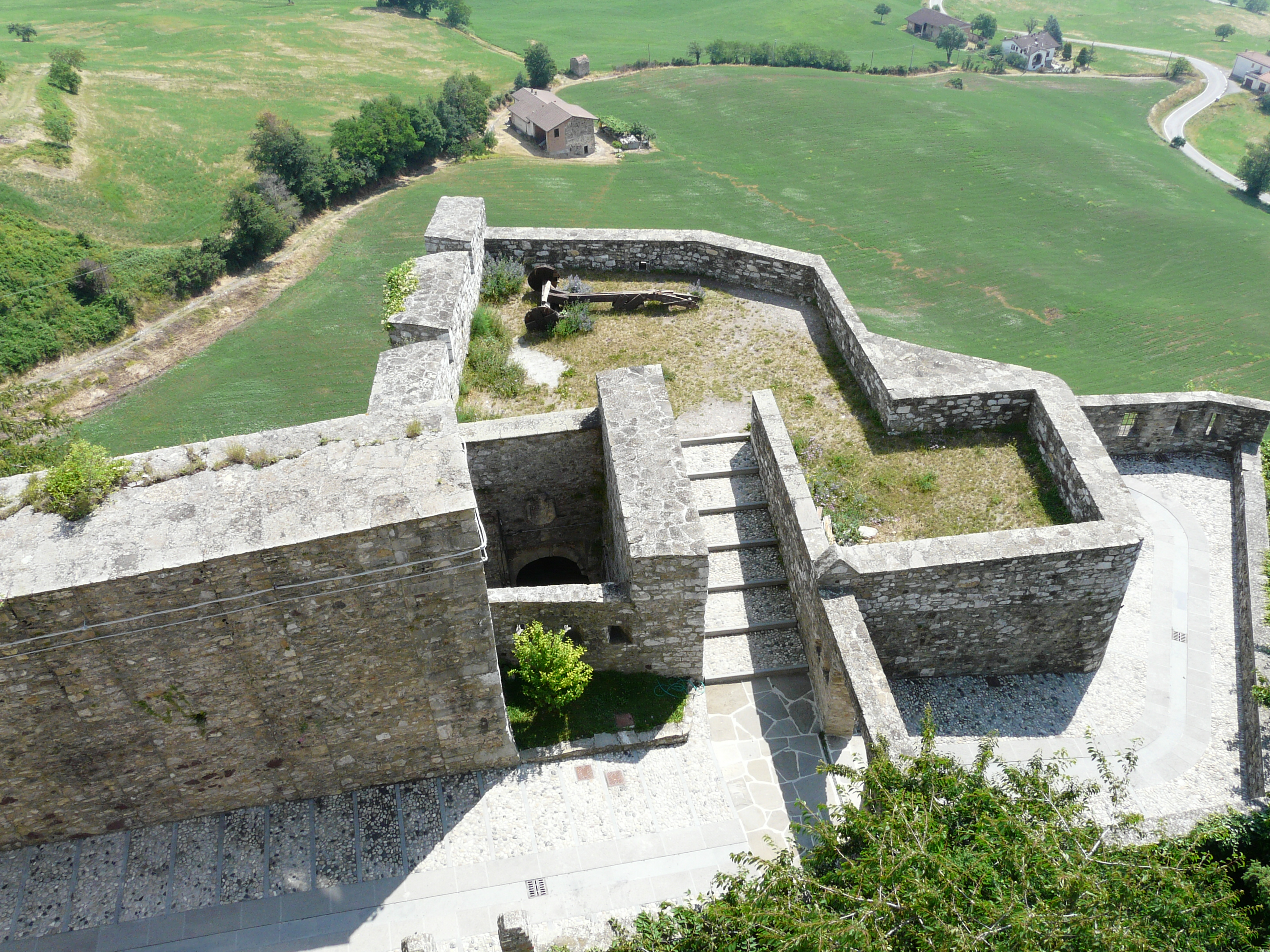
Бастионы крепости
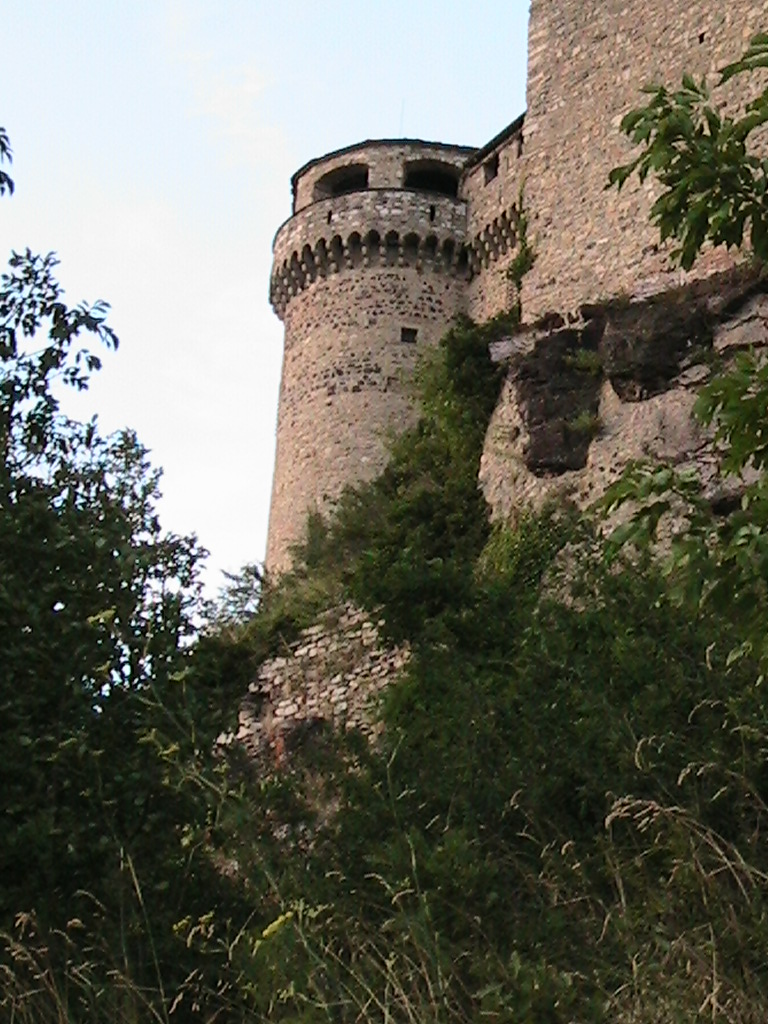
Круглая угловая башня
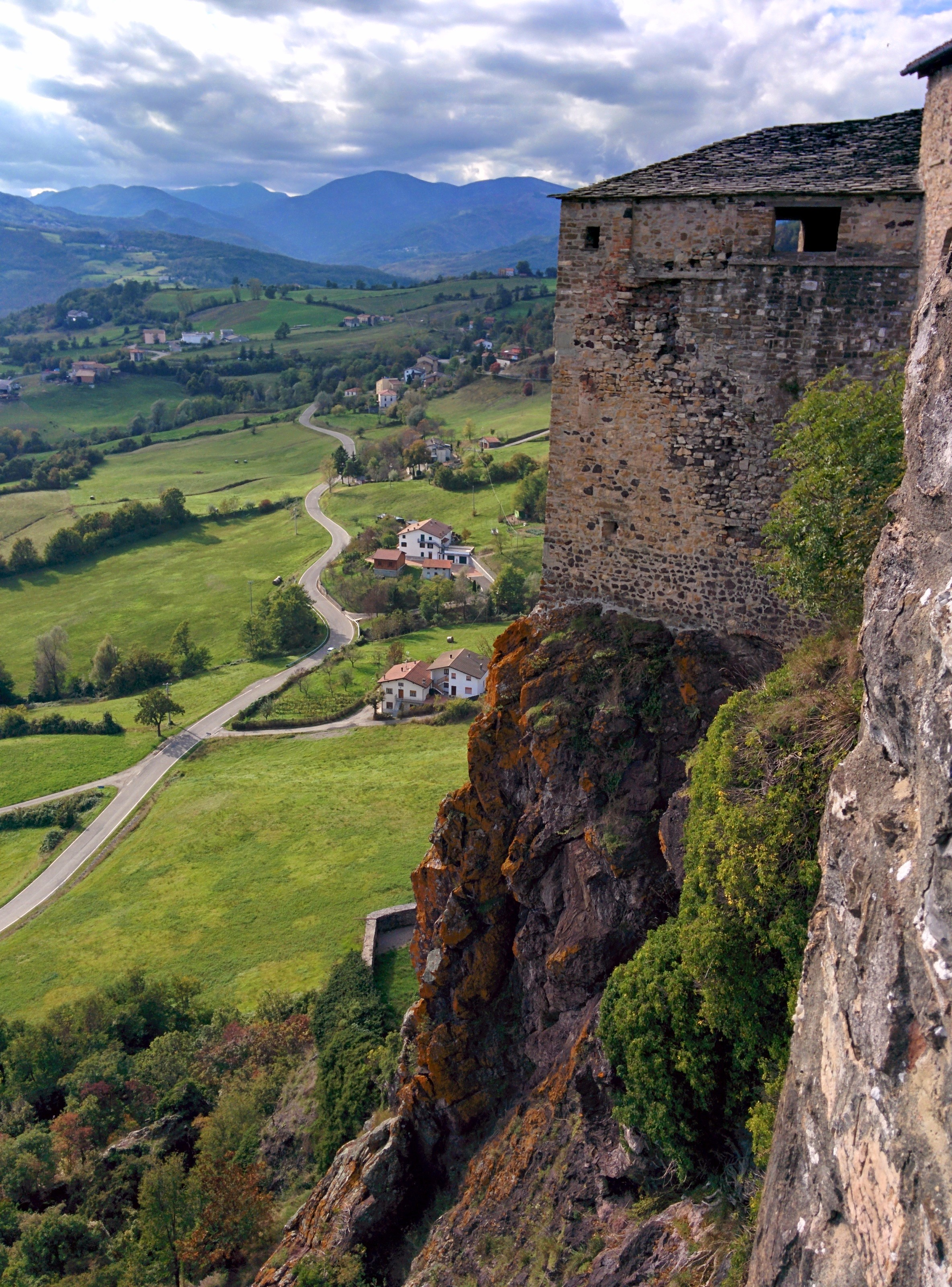
Вид из замка на долину Сено